# The Lego Batman Movie
The Lego Batman Movie is een Amerikaans-Deense 3D-computeranimatiefilm uit 2017 die geregisseerd werd door Chris McKay. De film is gebaseerd op  het LEGO-speelgoed met personages van DC Comics. De film werd onder meer geproduceerd door Phil Lord en Christopher Miller, de regisseurs en schrijvers van de voorloper The Lego Movie uit 2014.

## Verhaal
In Gotham City is de Joker bezig met een sluw plan om de stad te veroveren. Batman probeert dit voorkomen, voordat de stad in handen valt van de Joker. Als Batman de bom van de Joker uitschakelt komt de Joker later terug om zich over te geven en zichzelf in de gevangenis te laten stoppen. Batman en de inmiddels geadopteerde Dick Grayson (Robin) gaan de Phantom Zone Projector halen bij Superman om de Joker naar de Phantom Zone te sturen. Hierna verzint de Joker een ontspanningsplan met hulp van zijn vriendinnetje Harley Quinn, waardoor de grootste superschurken aller tijden naar Gotham City komen. Batman moet de stad redden ook al moet hij hierdoor samenwerken met verschillende figuren wat hij normaal nooit doet.

## Stemverdeling
| Personage                          | Originele stem     | Nederlandse stem    | Vlaamse stem          |
| ---------------------------------- | ------------------ | ------------------- | --------------------- |
| Bruce Wayne / Batman               | Will Arnett        | Gerard Ekdom        | Manou Kersting        |
| Dick Grayson / Robin               | Michael Cera       | Buddy Vedder        | Rik Verheye           |
| Barbara Gordon / Batgirl           | Rosario Dawson     | Katja Schuurman     | Hilde De Baerdemaeker |
| Alfred Pennyworth                  | Ralph Fiennes      | Edward Reekers      | Warre Borgmans        |
| Joker                              | Zach Galifianakis  | Dennis Weening      | Alex Agnew            |
| Dr. Harleen Quinzel / Harley Quinn | Jenny Slate        | Tara Hetharia       | Britt Valkenborghs    |
| Riddler                            | Conan O'Brien      | Paul Disbergen      |                       |
| Bane                               | Doug Benson        | Frans Limburg       |                       |
| Two-Face                           | Billy Dee Williams | Thijs van Aken      |                       |
| Catwoman                           | Zoë Kravitz        | Donna Vrijhof       |                       |
| Clayface                           | Kate Micucci       | Tara Hetharia       |                       |
| Poison Ivy                         | Riki Lindhome      | Hilde de Mildt      | Coely                 |
| Mayor (Burgemeester) McCaskill     | Mariah Carey       | Jannemien Cnossen   |                       |
| Commissaris James Gordon           | Héctor Elizondo    | Fred Meijer         | Herbert Flack         |
| Phyllis                            | Ellie Kemper       | Anneke Beukman      | Ingeborg Sergeant     |
| Reporter Pippa                     | Laura Kightlinger  | Tara Hetharia       | Cathérine Moerkerke   |
| Daleks                             |                    | Rolf Koster         | Fokke Van der Meulen  |
| Scarecrow                          | Jason Mantzoukas   | Huub Dikstaal       |                       |
| Penguin                            | John Venzon        | Florus van Rooijen  |                       |
| Killer Croc                        | Matt Villa         | Frans Limburg       |                       |
| Mr. Freeze                         | David Burrows      | Rolf Koster         |                       |
| Voldemort                          | Eddie Izzard       | Rolf Koster         |                       |
| King Kong                          | Seth Green         | Frans Limburg       |                       |
| Sauron                             | Jemaine Clement    | Frans Limburg       | Lieven Scheire        |
| Superman                           | Channing Tatum     | Levi van Kempen     | Bill Barberis         |
| Green Lantern                      | Jonah Hill         | Sander van der Poel |                       |
| Flash                              | Adam DeVine        | Huub Dikstaal       |                       |
| Medusa                             | Lauren White       | Jannemien Cnossen   |                       |
| Chief O'Hara                       | Lauren White       | Tara Hetharia       |                       |
| Kapitein Dale                      | Todd Hansen        | Thijs van Aken      | Adriaan Van den Hoof  |
| Piloot Bill                        | Chris McKay        | Paul Disbergen      |                       |
| Computer                           | Siri               | Jannemien Cnossen   | Tine Embrechts        |